# Robab Moheb
Robab Moheb (ibland stavat Rubab Muhibb, Rubāb Muhib eller Rubāb Muḥibb), född 7 oktober 1953 i Ahvaz (Iran), är en iransk-svensk poet, författare och översättare. Hon debuterade 1979 med en novellsamling. Sedan 1992 är Moheb bosatt i Sverige, där hon även verkar som specialpedagog.
Moheb, som nämnts som en av nutidens mer uppmärksammade persiskspråkiga författare, har främst varit aktiv som poet, med ett drygt dussintal publicerade diktsamlingar. År 2008 inledde hon en verksamhet som översättare, och året efter kom den första publicerade romanen. Därefter har hon varvat sitt skrivande och översättande, där utgåvor på persiska dominerar men prosaböckerna lika ofta är utgivna på svenska.

## Biografi

### Bakgrund och översikt
Robab Moheb föddes 1953 i Ahvaz, nära gränsen mot Irak. Efter skolan studerade hon vidare på Teherans universitet, i ämnet sociologi. I Iran studerade hon även till gymnasielärare.
1992 lämnade Moheb hemlandet och sökte politisk asyl i Sverige. I Sverige har hon återigen fått utbilda sig till gymnasielärare  (vid Linnéuniversitetet) samt till specialpedagog (vid Stockholms universitet). Hon arbetar numera som tal- och specialpedagog, vid sidan om sin verksamhet som författare (av poesi, prosa och facklitteratur) och översättare (både svenska till svenska och svenska till persiska).

### Författarskap
Robab Moheb har främst publicerat sig som poet. Sedan 1994 har hon kommit ut med 13 diktsamlingar, alla med text på persiska. Hennes diktande, som gjort henne till en av de mer uppmärksammade av nutidens persiskspråkiga poeter, har utvecklats från en tidig minimalism till ett allt starkare manifesterande av jaget. Lyriken kretsar kring ett ifrågasättande av den traditionella dualismen, liksom kring relationerna mellan man och kvinna. I 2006 års R framträder Moheb själv i monologform och via ett antal begrepp på R.
Moheb debuterade dock som författare av prosa redan 1979. Detta år utkom Ba dasthayej por be xaneh barmigardim ('Vi återkommer hem'), då presenterad under pseudonymen Golnar Moheb. Hon återupptog sin romankonst 2009, då Man parehaye yek manzeraham ('En berättelse och två brev') kom ut på persiska. 2013 presenterade hon sin första egna bok på svenska – Än så länge utan titel – vilken följdes året efter av Poetens pagod. Därefter har hon varvat utgåvorna på sina bägge språk; 2015 kom Ānātumī-i faṣlhā va ālbālū på persiska, 2016 den svenskspråkiga Lethes flod.
Flera facklitterära eller pedagogiska verk har också producerats. 2002 kom Pariyeh xochake Hans ('Hans sjöjungfru'), en presentation av autism och pedagogiska metoder. 2015 kom Az pas-i qafā: khvānishī az dāstān-i Samak-i ʻAyyār, ett resultat av forskning kring den gamla iranska folksagan Samay ayyar. 2016 års Bāzī bā zabān va ramz’gushāyī har ordlekar och avkodning som ämne.
Som inspirationskällor till sitt eget skrivande nämner Moheb colombianen Gabriel García Márquez och chilenaren Roberto Bolaño, särskilt den förstnämndes Hundra år av ensamhet och den senares 2666. Även Franz Kafkas Förvandlingen samt böcker av Sadeq Hedayat och Ahmad Mahmoud har påverkat hennes författarskap.

### Översättande
Från och med 2008 verkar Moheb även som översättare. Det inleddes med tre diktsamlingar av Kristina Lugn, Ida Börjel och Catharina Gripenberg som gavs persisk språktdräkt. Senare har hon fortsatt med bland annat Charlie Bergström, Bruno K. Öijer och Inger Edelfeldt. Dessutom har hon översatt Shahrnush Parsipur och Mahsa Mohebali från persiska till svenska.
Robab Mohebs böcker och översättningar har givits ut på flera olika förlag, inklusive förlag i Sverige specialiserade på persiskspråkig eller iransk litteratur. Ett antal av hennes böcker har också kommit ut på förlag i Iran, även sedan bosättandet i Sverige som politisk flykting.

### Prosa
- 1979 – Ba dasthayej por be xaneh barmigardim ('Vi återkommer hem'), under pseudonymen Golnar Moheb[1], Negah Press (Teheran) (persiska)
- 2009 – En berättelse och två brev, Iran Open Publishing, ISBN 978-91-85463-31-2 (persiska)
- 2013 – Än så länge utan titel, L'Aleph (Ballingslöv), ISBN 9789187751004 (svenska)
- 2015 – Ānātumī-i faṣlhā va ālbālū ('Kärlekens anatomi och körsbär'), Iran Open Publishing/Wisehouse (Hässleholm), ISBN  978-91-87751-98-1[8] (persiska)
- 2016 – Lethes flod, Café 60 Media (Stockholm), ISBN 978-91-983075-6-6 (svenska)
- 2021- Xârej àz goud (Out of the Circle), Sverige, Förlag: L'Aleph INBN: 978-91-7637-907-3(persiska)
- 2022 – Vändpunkt, Aftab Publication (Norge), ISBN 9798359445788 (svenska)
- 2023- Chistan-e bolhol (The Enigma od Abolhol) Sverige, Förlag: L'Aleph, ISBN 978-91-8030-683-6 (persiska)

### Diktsamlingar (persiska)
- 1994 – Vārīnyā, Baran, ISBN 91-88296-34-2
- 1994 – Ānāmi kūchiki khudā ('Guds små varelser'), ISBN 91-972217-1-6
- 1998 – Zanjmurah'ha-yi makhdush, asl'namah-i Qalam, ISBN 91-972217-0-8
- 1998 – ('Klaustrofobi för omsluten kropp'), tillsammans med Sohrab Mazandarani & Sohrab Rahimi, ISBN 91-973577-0-7
- 2004 (2005) – Pas az in agar az haras khali bemanam, Lajvard (Teheran), ISBN 964-5867-03-7
- 2006 – R, ISBN 978-91-86131005
- 2007 – Az zehdaneh madaram ta babeh tamsillat, ('Från min mammas sköte till poesi'), ISBN 978-91-86131-05-0
- 2008 – Pavaraghi ('Fotnot'), ISBN 978-91-85463-16-9
- 2009 – Man pārih'hā-yi yik manẓarih'am ('Jag är en bit av landskapet'), Iran Open Publishing Group, ISBN 978-91-86131-38-8
- 2013 – Jahān az yik ʻaṭsih mīmīrad ('Världen dör av en nysning'), ISBN 978-91-977524-5-9
- 2013 – Se piyaleh sher, tillsammans med Roshanak Bigonah och Mana Aghaee, ISBN 978-91-86131500

### Diktsamlingar (svenska)
- 2014 – Poetens pagod, Wisehouse Publishing, ISBN 9789187751486
- 2017 – Världen behöver en livboj,  Café 60 Media, ISBN 978-91-983377-6-1
- 2022 – Nu faller dagen och du måste rusa,  NordienT, ISBN 978-91-87921-77-3
- 2024 – Paisley Pattern,  NordienT, ISBN 978-91-89-753-02-0

### Facklitteratur och pedagogik (persiska)
- 2002 – Pariyeh xochake Hans ('Hans sjöjungfru'), en presentation av autism och pedagogiska metoder), Lajvard (Teheran), ISBN 964-5867-00-2
- 2015 –  Az pas-i qafā: khvānishī az dāstān-i Samak-i ʻAyyār. Gurūh-i Intishārāt-i Āzād-i Īrān. ISBN 9789176370506
- 2016 – Bāzī bā zabān va ramz’gushāyī ('Språklekar och avkodning'), Café 60 media, ISBN 9789198307580

### Antologier
- 1998 – Persisk poesi i Sverige – 2. Klaustrofobi för omsluten kropp, tillsammans med Sohrab Mazandarani och Sohra Rahimi, Roya, ISBN 91-973577-0-7 (svenska) (+ persiska)
- 2013 – Sih pīyālih shiʻr, tillsammans med Roshanak Bigonah och Mana Aghaee, Wisehouse (Ballingslöv), ISBN 9789186131500 (persiska)

### Översättningar gjorda av Moheb
- 2004 (2008) – Börjel, Ida: Sund (Sond), Iran Open Publishing orup, ISBN 978-91-86131-22-7 (persiska)
- 2007 (2008) – Gripenberg, Catharina: Dastam rā bigīr, muֵzhik va gharīb mī shavad (originaltitel: Ta min hand, det vore underligt), Iran Open Publishing Group, ISBN 978-91-86131-19-7 (persiska)
- 2008 – Lugn, Kristina: Khudāḥāfiẓ, khush bāshī! (originaltitel: Hejdå, ha det så bra), Iran Open Publishing Group, ISBN 978-91-977524-0-4 (persiska) (2:a uppl. 2008, ISBN 9789197752497)
- 2012 – Parsipur, Shahrnush: De fria upplevelserna (originaltitel: Tajribah'hā-yi āzād), L'Aleph, ISBN 9789186131463 (svenska)
- 2013 – Mohebali, Mahsa: Var inte orolig (originaltitel: Nigarān nabāsh), L'Aleph, ISBN 9789186131494 (svenska)
- 2016 – Bergström, Charlie: Dirakht-i balūṭ-i qiṣṣahʹgū, Café 60 media, ISBN 9789198307597 (persiska)
- 2016 – Öijer, Bruno K.: Sīyāh chun nuqrah (originaltitel: Svart som silver), Café 60 media, ISBN 978-91-983075-3-5 (persiska)
- 2016 – Inger Edelfeldt: Āftābʹparast-i shigiftʹangīz (originaltitel: Den förunderliga kameleonten), Stockholm: Café 60 media. ISBN 978-91-983075-2-8 (persiska)
- 2020 – Inger Edelfeldt: Pesare Hoshyar (originaltitel: Duktig pojke), NordienT ISBN 978-91-87921-43-8
- 2021– Stig Dagerman: En mindre tragedi (originaltitel: Dikter, noveller, prosafragment) Teheran: Parian, ISBN 978-622-97529-1-3